# كأس ديفيز 1973
كأس ديفيز 1973 هو الموسم 62 من  كأس ديفيز. فاز فيه منتخب أستراليا لكأس ديفيز.